# Alstonia rupestris
Alstonia rupestris là một loài thực vật]] thuộc họ Apocynaceae. Đây là loài đặc hữu của Thái Lan.